# 保護色

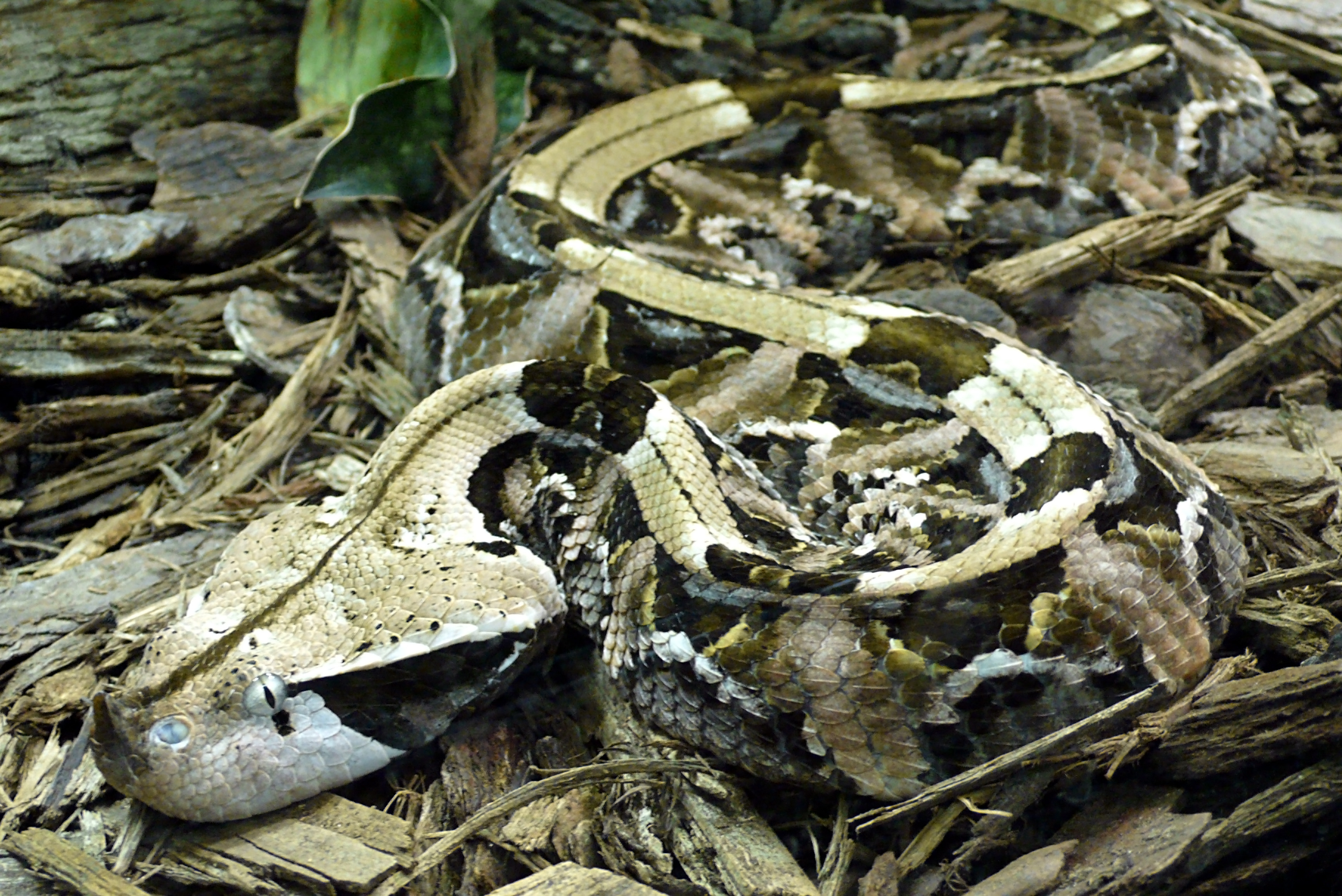
加彭膨蝰（Bitis gabonica）

保護色，又称隱蔽色，是動物體色會隨著環境而改變，是為求生存、適應環境的方式。
樹蛙、鍬形蟲、赤尾鮐（赤尾青竹絲）、北極熊、蟹蛛、加彭膨蝰都有保護色。
隱蔽色可能出現在被獵食者身上，使其能夠躲避敵害。然而這種具有隱蔽作用的保護色，不僅出現在被獵食者身上，某些獵食者也可能具有隱蔽色，就以螳螂為例，綠色的螳螂常潛伏在綠色的草叢中；而褐色的螳螂則生活在枯草堆裡，牠們之所以會有這樣的顏色差異，主要是螳螂本身多為食蟲性的，而身體顏色近似於環境，有利於牠們不易被小蟲所發現，等到身臨其境，發覺螳螂存在時，早已因來不及反應，而成了牠的俘虜，供其飽餐一頓了。同時，鳥類也很喜歡捕食螳螂，有了這一層保護色的隱蔽作用，也可使鳥類不易發覺螳螂的存在，所以保護色對螳螂而言，就具有雙重的功能，分別是：有利於捕獲獵物，另一方面也發揮了躲避敵人的效果。

## 參閲
- 伪装
- 迷彩
- 擬態
- 警戒色